# غادة (اسم)
غادة، هو اسم مؤنث يعنى الجميلة وقيل الفتاة الناعمة، المتمايلة برقة ودلال. جاء في الصحاح للجوهري (غيد الغَيَدُ: النُعومة. يقال: امرأة غَيْداءُ وغادَةٌ أيضاً، أي ناعمةٌ بيِّنة الغَيَدِ. والأغْيَدُ: الوسنان المائل العنق.)
وفي معجم لسان العرب: "الغادَةُ الفتاة الناعمة اللينة؛ وكذلك الغَيْداءُ بَيِّنَةُ الغَيَدِ، وكلُّ خُوطٍ ناعمٍ مادَ غادٌ.وشجرة غادَةٌ: رَيَّا غَضَّةٌ".

## شخصيات
- غادة السمان (كاتبة وأديبة سورية).
- غادة المطيري (عالمة ومخترعة وسيدة أعمال سعودية).
- غادة عبد الرزاق (ممثلة مصرية).